# Vincent Crane

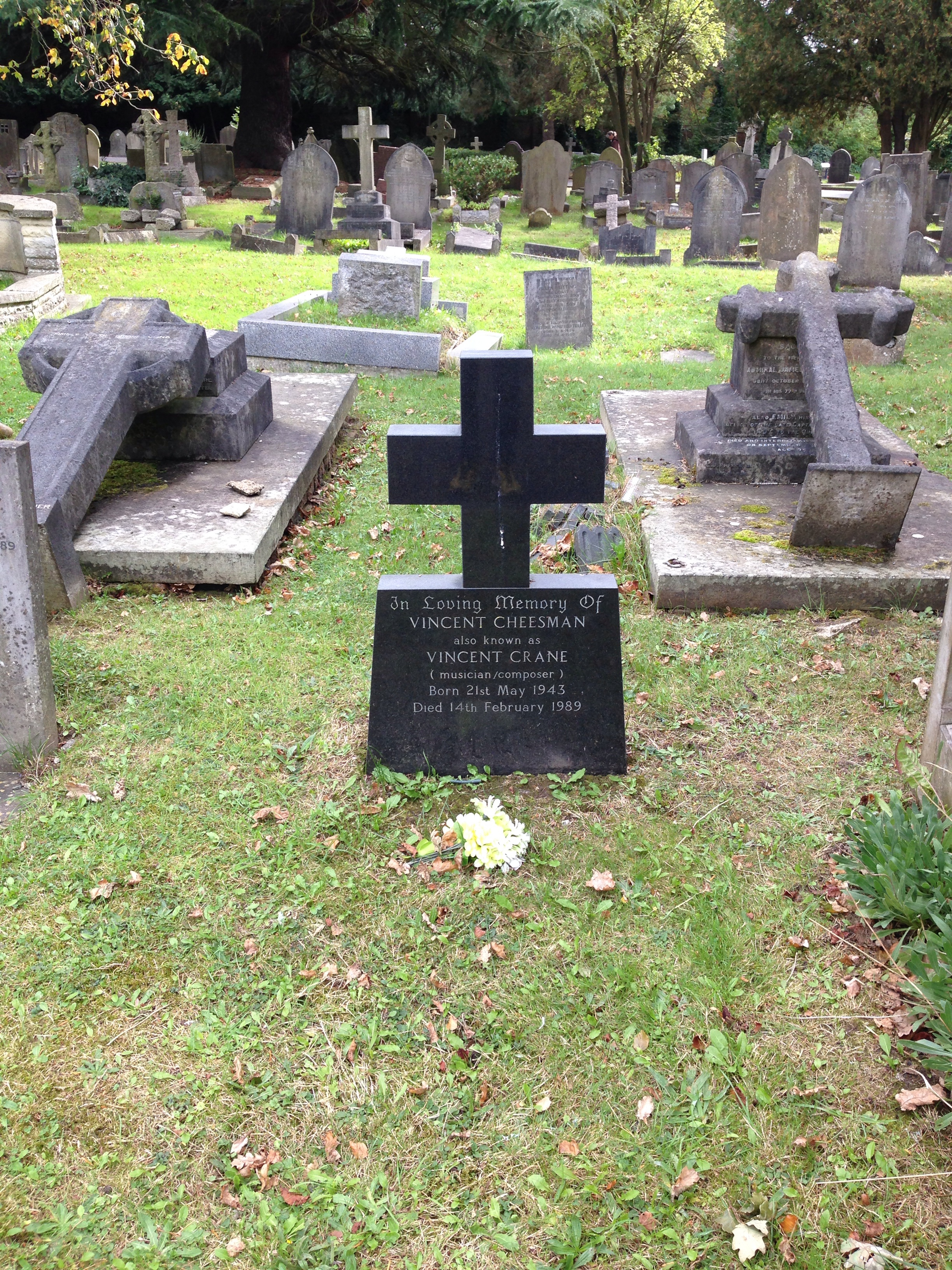
Grób Vincenta Crane’a na East Finchley Cemetery (dawniej Saint Marylebone Cemetery)

Vincent Crane (ur. jako Vincent Rodney Cheesman 21 maja 1943 w Reading, zm. 14 lutego 1989 w Londynie) – angielski organista, kompozytor i autor tekstów, znany z występów w The Crazy World of Arthur Brown. Założyciel i jedyny stały członek zespołu Atomic Rooster. Współtwórca lub twórca takich przebojów jak: „Fire”, „Tomorrow Night” i „Devil’s Answer”.

## Życiorys i kariera muzyczna

### Początki
Vincent Rodney Cheesman urodził się 21 maja 1943 roku w Reading jako syn Toma i Renee Cheesmanów, obojga nauczycieli. Słuchając nagrań Hot Lips Page’a i Louisa Jordana z kolekcji swoich rodziców nauczył się grać na fortepianie. W 1961 roku wstąpił do college’u Trinity College of Music w Londynie, który ukończył z dyplomem w 1964 roku. Podczas studiów spędzał czas z różnymi grupami jazzowymi, tworząc ostatecznie własny zespół, Vincent Cheesman Trio, który zadebiutował w 1964 roku jako support Humphreya Lytteltona w klubie Marquee. W latach 1964–1965 stworzył z przyjacielem z lat dzieciństwa, Paulem Greenem, zespół Word Engine. W tym samym okresie kupił od Grahama Bonda organy Hammonda. Występował jako pianista podczas francuskiej trasy koncertowej puzonisty Lou Herba i jego zespołu, Australian Jazz Band. Przyjął pseudonim Crane. Pod koniec 1966 roku koncertował z własnym soulowo-jazzowym zespołem, Vincent Crane Combo.

### Crazy World of Arthur Brown
W styczniu 1967 Crane roku poznał Arthura Browna tworząc następnie z nim i z perkusistą Drachenem Theakerem zespół The Crazy World of Arthur Brown. Zespół w 1968 roku wydał album, sygnowany własną nazwą, po czym na jesieni tego samego roku wyruszył w swoje pierwszą trasę koncertową po Stanach Zjednoczonych. W połowie pierwszej trasy Crane doznał załamania nerwowego, w efekcie którego spędził kilka miesięcy w ośrodku psychiatrycznym w Banstead. Zdiagnozowana depresja maniakalna pozostała u niego do końca życia. Znajdowała ona odzwierciedlenie w prawie wszystkich jego tekstach,. Zanim Crane wrócił do zespołu Browna, pierwotny perkusista, Drachen Theaker został zastąpiony przez Carla Palmera. Obaj pozostali w Ameryce do czerwca 1969 roku, kiedy to postanowili porzucić zespół Browna i powrócić do Anglii, by założyć własny zespół, Atomic Rooster.

### Atomic Rooster
Zespół ten 13 marca 1970 roku wydał debiutancki singiel, „Friday The Thirteenth”, a tydzień później – debiutancki album, Atomic Ro-o-oster. Już podczas współpracy z Brownem Crane dał się poznać jako autor porywających przebojów, takich jak „Fire”, sprzedany w milionowym nakładzie. Wraz z Atomic Rooster Crane zaprezentował podobne, choć mniej dynamiczne kompozycje, oparte na ekspresyjnych, organowych riffach i emanujące demonicznym klimatem. Jednak tylko dwa utwory zespołu odniosły pewien sukces na listach przebojów: „Tomorrow Night” i „Devil’s Answer”, oba w 1971 roku. Crane nagrał z Atomic Rooster 5 albumów, ale ponieważ nie cieszyły się one zbyt dużym powodzeniem, zespół w 1975 roku rozwiązał się.

### Późniejsza kariera
Crane po rozpadzie zespołu napisał szereg utworów scenicznych i musicalowych, a w 1979 roku ponownie nawiązał współpracę z Arthurem Brownem. W tym samym roku zrealizował własny album, Faster, Than The Speed Of Light. W 1980 roku Crane ponownie zreorganizował Atomic Rooster. Zespół nagrał 2 albumy, ale ponieważ cieszyły się nikłym zainteresowaniem, rozwiązał się. W 1985 roku Crane wstąpił do zespołu Dexys Midnight Runners nagrywając z nim album Don’t Stand Me Down. Ale i ten album nie odniósł sukcesu. W 1989 roku Crane, pomimo złego stanu zdrowia, podjął jeszcze jedną próbę zreorganizowania Atomic Rooster. Zorganizowana w tym samym roku trasa koncertowa po Niemczech musiała zostać odwołana z powodu złego stanu zdrowia muzyka.

### Samobójstwo
14 lutego 1989 roku Crane został znaleziony martwy z powodu przedawkowania środków przeciwbólowych; powszechnie uważa się, iż było to samobójstwo; od 1968 roku muzyk cierpiał na depresję maniakalną. Został pochowany na londyńskim Saint Marylebone Cemetery.